# Щербина, Артём
Артём Щербина (19 марта 1975) — киргизский футболист, полузащитник. Выступал за сборную Кыргызстана.

## Биография

### Клубная карьера
Начинал играть в футбол на взрослом уровне в 1992 году в команде «Сельмашевец» (Бишкек) в высшей лиге Кыргызстана. В 1994—1995 годах выступал за «Кант-Ойл», с которым стал двукратным чемпионом страны. В дальнейшем практически не играл в «больших» клубах, но ещё несколько раз становился бронзовым призёром национального чемпионата — в 1997 и 1998 годах с клубом «АиК»/«Гвардия» и в 2000 году с клубом «Полёт». В 1997 году, играя за «АиК», забивал голы в шести матчах подряд. В 2004 году был в составе «СКА-Шоро», ставшего серебряным призёром, но провёл только один матч — в первом туре сезона 18 апреля 2004 года против «Шоро» (3:0), в котором отличился голом.
В конце карьеры выступал за команды из системы кантской «Абдыш-Аты» — «Наше Пиво», «Абдыш-Ата-ФШМ», «Кант-77». В составе «Нашего Пива» в 2006 году стал победителем северной зоны первой лиги и лучшим бомбардиром турнира с 18 голами.
После окончания игровой карьеры работал детским тренером в «Абдыш-Ате». По состоянию на 2015 год, тренировал команду 2005 г.р..

### Карьера в сборной
После того, как стал лучшим бомбардиром первой лиги, в марте 2007 года вызван тренером сборной страны Нематжаном Закировым для участия в товарищеском турнире Кубок Алма-ТВ. Дебютный матч за национальную сборную Кыргызстана сыграл в 31-летнем возрасте, 7 марта 2007 года против Казахстана. На этом турнире принял участие во всех трёх матчах, в дальнейшем за сборную не выступал.
В 2010-е годы играл за сборную ветеранов Кыргызстана.